# Чекурча (платформа)
Чекурча — остановочный пункт на двухпутном электрифицированном перегоне Арск — Корса Казанского региона Горьковской железной дороги — филиала ОАО «РЖД». Был открыт в 1936 году, до строительства вторых путей выполнял роль разъезда. Расположен на территории Среднекорсинского сельского поселения Арского района Республики Татарстан. Ближайшие населённые пункты — сёла Сарай-Чекурча и Нижняя Корса.